# 岸宏司
岸宏司（きし こうじ、1958年 - ）は日本の自治体である茅ヶ崎市の公務員。茅ヶ崎市副市長。

## 来歴
法政大学経済学部経済学科卒業。1982年 茅ヶ崎市役所に入庁。2016年4月1日 茅ヶ崎市総務部参事兼総務部市民自治推進課長。2017年4月1日 茅ヶ崎市教育委員会教育総務部長。2019年2月25日 茅ヶ崎市副市長。